# Francisco Leal Rodríguez
Francisco Leal Rodríguez (Osuna, 23 de juliol de 1964) és un exfutbolista i entrenador andalús. De jugador, ocupava la posició de porter.

## Trajectòria
Format al planter del Sevilla FC, Leal va arribar al Sevilla Atlético, però no va debutar amb el primer equip. En busca d'oportunitats, va recalar en la UD Melilla i després en l'Atlético Marbella. Amb el conjunt de la Costa del Sol va debutar en Segona Divisió, tot convertint-se en una de les peces clau del seu equip.
L'estiu de 1993 deixa el Marbella i fitxa pel CP Mérida, tot jugant 20 partits eixe any. A la temporada següent encara li anirien millor les coses: jugaria tots els minuts de lliga del Mérida i aconseguiria l'ascens a primera divisió. A més a més, a nivell personal es va alçar amb el títol de porter menys golejat de la categoria.
La temporada 95/96 debuta en Primera amb el Mérida, i si bé, va disputar els 42 partits, el seu equip no va aguantar la categoria. La temporada 96/97 assoliria un nou ascens a la màxima divisió, però en aquest cas, no va tenir continuïtat amb els extremenys i marxa al Deportivo Alavés.
A l'equip basc assoliria un nou ascens i de nou el trofeu Zamora de Segona Divisió. Tampoc té continuïtat a l'Alavés i la temporada 98/99 aplega al Sevilla FC. Amb els sevillans suma un tercer ascens consecutiu. Jugaria 24 partits en la seua darrera temporada en actiu.
Immediatament després de penjar les botes, Leal va integrar el cos tècnic del Sevilla com a entrenador de porters.

## Palmarès
- Zamora de Segona Divisió: 1995, 1998.